# Snecma
Snecma (акроним от Société Nationale d'Étude et de Construction de Moteurs d’Avions — Национальное общество по разработке и конструированию авиационных моторов) — французская компания, один из мировых лидеров среди аэрокосмических корпораций по разработке и производству авиационных двигателей. В 2005 году объединилась с компанией SAGEM, образовав холдинг SAFRAN (является подразделением группы SAFRAN).

## Гражданские авиадвигатели
(в процентах указан задел компании Snecma)

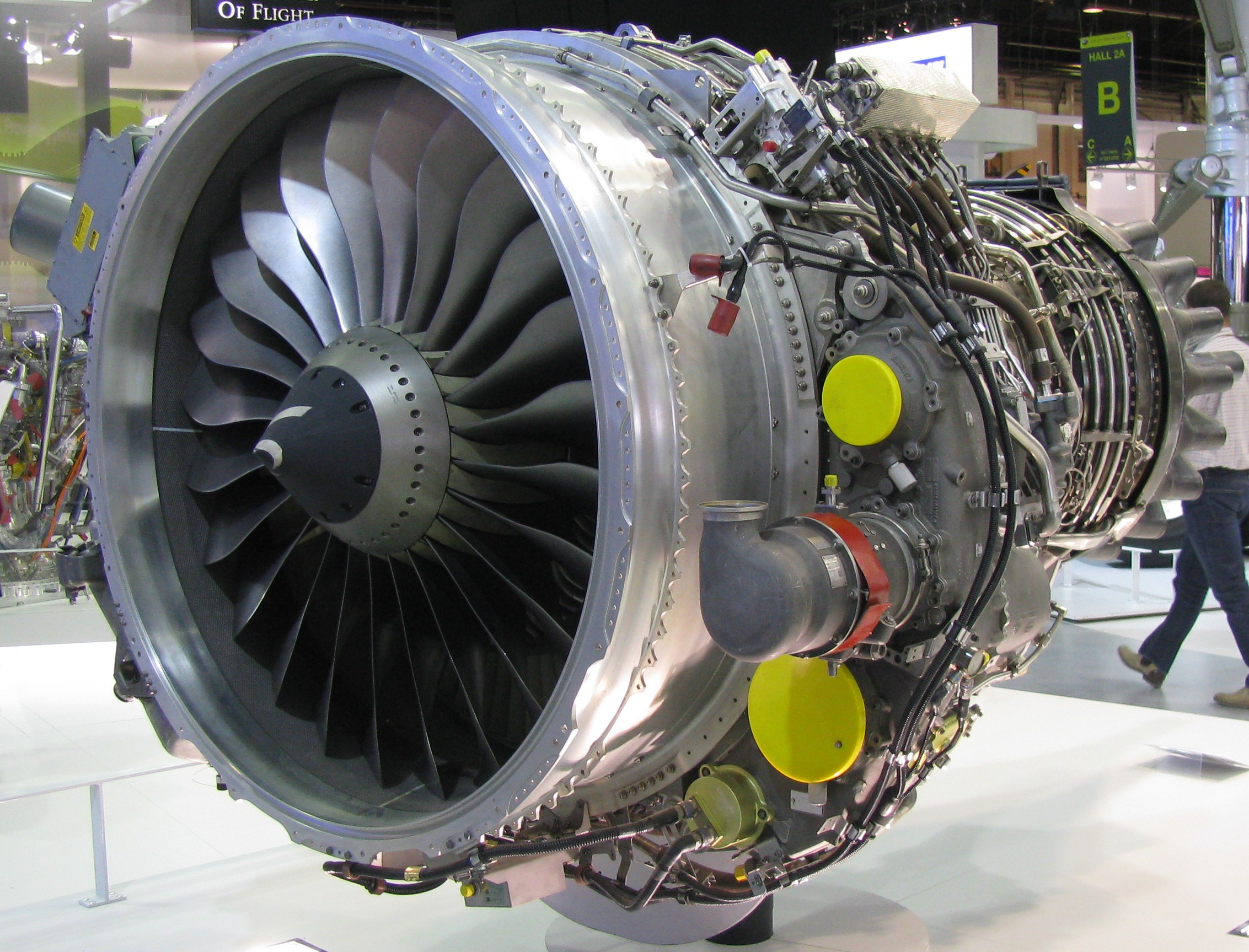
Двигатель SaM146 (устанавливается на Sukhoi Superjet 100)

- CFM56 50 %
  - Боинг 737
  - Airbus A320
  - Airbus A340
  - серия Дуглас DC-8 Супер 70
- GE90 23,5 %
  - Боинг 777
- CF6 10-20 %
  - Боинг 747
  - Airbus A330
- GP7200 15 %
  - Airbus A380
- SaM146 50 %
  - Sukhoi Superjet 100

### Военные авиадвигатели
- Atar, основан на BMW 003 времён Второй мировой войны
  - Силовая установка для Дассо-Бриге Этандар IV, Сюпер Этандар, Мираж III, IV, Мираж 5 and Мираж F1.
- M88
  - Рафаль
- M53
  - Мираж 2000
- TP400-D6 28 %
  - Эйрбас А400М
- Ларзац
  - Силовая установка для Dassault-Breguet/Dornier Alpha Jet

### Ракетные двигатели
- для ракеты Ариан 5 G
- Ариан 5 ECA
- Ариан 5 ECB